# Calamagrostis arundinacea
Calamagrostis arundinacea es una especie de tussok de la familia Poaceae. Es nativa de Eurasia, de China y de la India.

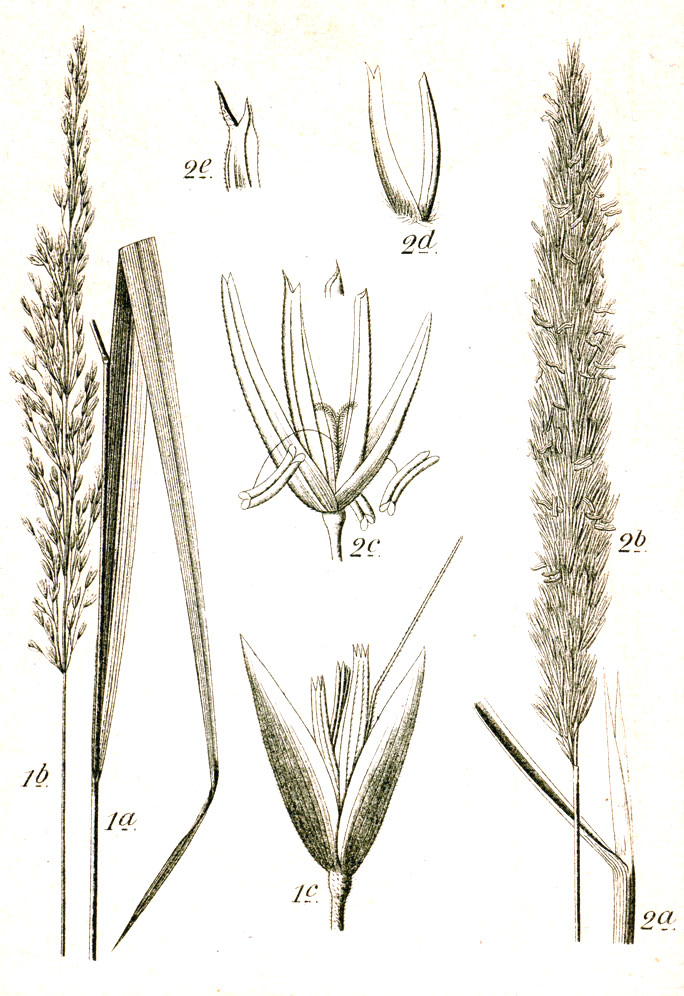
Ilustración. Figura nº 1

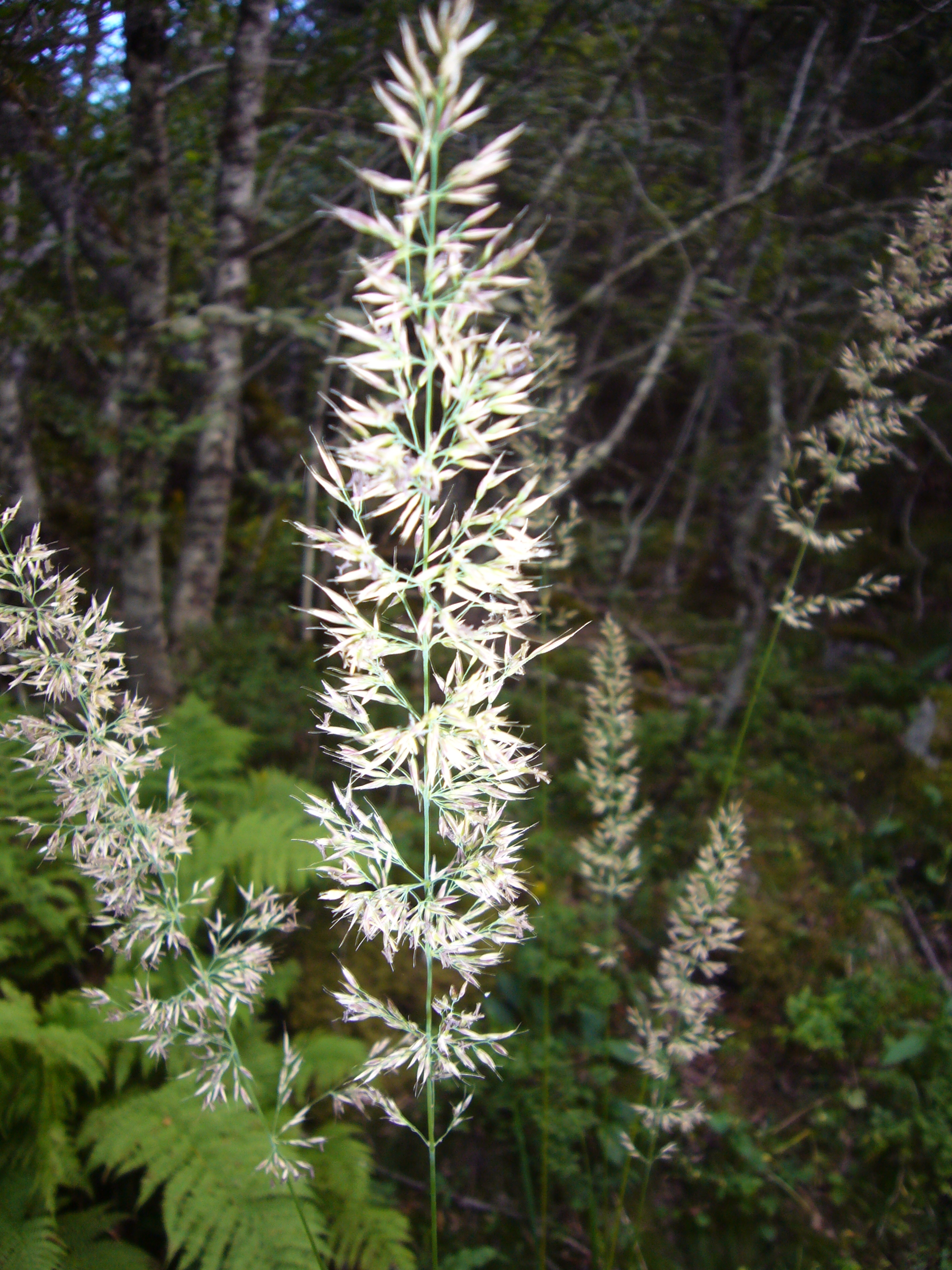
Inflorescencia

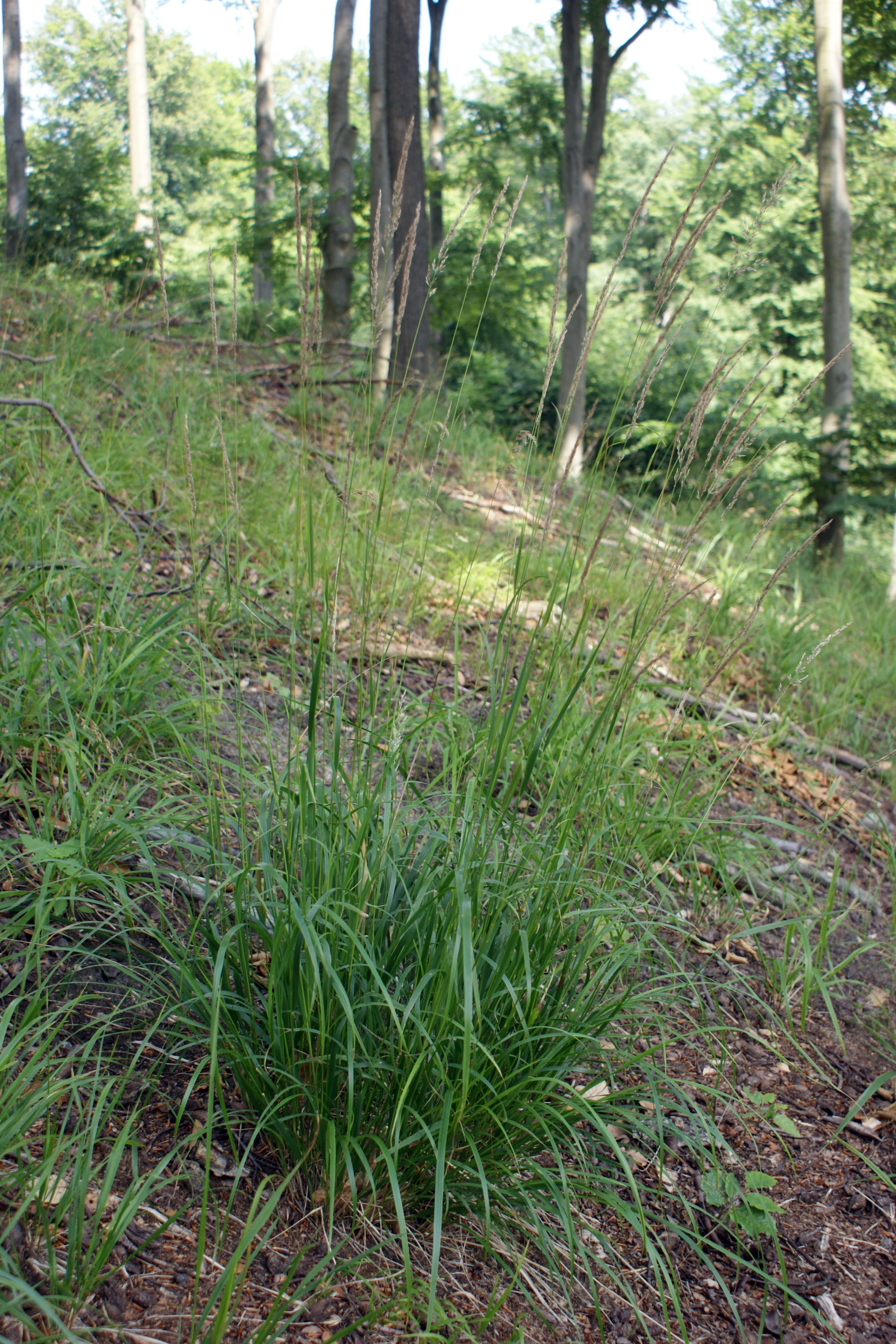
Vista de la planta en su hábitat

## Descripción
La especie es perenne y con  cortos rizomas y erectas cañas que alcanzan un tamaño de 60 a 150 centímetros de largo. Cada hoja tiene una lígula truncada,  de 2-4 milímetros  de largo y es obtusa. Las láminas foliares miden 8-50 mm  por 1,8 a 10 mm, sin pelo y tienen tanto una escabrosa superficie y como el ápice atenuado. La inflorescencia tiene un  pedúnculo y es lanceolado, abierto, continuo y de 8-18 cm de largo por 1-4 cm  de ancho.  El fruto es una cariópside con un pericarpio adicional.

## Taxonomía
Calamagrostis arundinacea fue descrita por (L.) Roth y publicado en Tentamen Florae Germanicae 2(1): 89. 1789.
Etimología
Ver: Calamagrostis
arundinacea: epíteto latino que significa "semejante a cañas".
Sinonimia
- Agrostis arundinacea L.	basónimo
- Agrostis pseudoarundinacea Schleich. ex Gaudin
- Arundo agrostis Scop.
- Arundo clarionis Loisel.
- Arundo montana Gaudich.
- Arundo montana Gaudin
- Arundo sylvatica Schrad.
- Athernotus pyramidalis (Host) Dulac
- Calamagrostis abietina Schur
- Calamagrostis adpressiramea Ohwi
- Calamagrostis austrojeholensis Honda
- Calamagrostis brachytricha Steud.
- Calamagrostis brevifolia Steud. ex Miq.
- Calamagrostis brevipila Steud. ex Miq.
- Calamagrostis chassanensis Prob.
- Calamagrostis clarionis (Loisel.) Loisel.
- Calamagrostis collina Franch.
- Calamagrostis distantiflora Luchnik
- Calamagrostis glabriflora Popov
- Calamagrostis heterogluma (Nakai) Honda
- Calamagrostis hsinganensis (Kitag.) Kitag.
- Calamagrostis hymenoglossa Ohwi
- Calamagrostis korotkyi subsp. monticola (Petrov ex Kom.) Vorosch.
- Calamagrostis longiseta var. heterogluma Nakai
- Calamagrostis matsudana Honda
- Calamagrostis montana (Gaudich.) DC.
- Calamagrostis monticola Petrov ex Kom.
- Calamagrostis morrisonensis Hayata
- Calamagrostis nipponica Franch. & Sav.
- Calamagrostis parviflora Rupr.
- Calamagrostis pyramidalis Host
- Calamagrostis rariflora Schur
- Calamagrostis robusta Franch. & Sav.
- Calamagrostis sciuroides Franch. & Sav.
- Calamagrostis subalpina (Schur) Schur
- Calamagrostis sugawarae Ohwi
- Calamagrostis sylvatica (Schrad.) Besser
- Calamagrostis sylvatica (Schrad.) DC.
- Calamagrostis varia var. longiaristata Korsh.
- Calamagrostis variflora Müll.Berol
- Cinna agrostoidea P.Beauv.
- Cinna arundinacea (L.) P.Beauv.
- Deyeuxia abietina (Schur) Fuss.
- Deyeuxia arundinacea (L.) Jansen
- Deyeuxia brachytricha (Steud.) D.M.Chang
- Deyeuxia brachytricha (Steud.) Veldkamp
- Deyeuxia collina (Franch.) Pilg.
- Deyeuxia formosana (Hayata) C.C.Hsu
- Deyeuxia matsudana (Honda) Keng
- Deyeuxia matsudana (Honda) C.C. Hsu
- Deyeuxia montana P.Beauv.
- Deyeuxia multiflora P.Beauv. ex Nyman
- Deyeuxia pyramidalis (Host) Veldkamp
- Deyeuxia rariflora (Schur) Fuss
- Deyeuxia robusta (Franch. & Sav.) Makino
- Deyeuxia sciuroides (Franch. & Sav.) Keng
- Deyeuxia subalpina Schur
- Deyeuxia sylvatica (Schrad.) Kunth
- Deyeuxia sylvatica (Schrad.) Vasey
- Deyeuxia zhongdianensis L.Liou
- Donax montanus (Gaudich.) P.Beauv[4][5]